# Lake County, South Dakota
Lake County är ett administrativt område i delstaten South Dakota, USA, med 11 200 invånare. Den administrativa huvudorten (county seat) är Madison. 

## Geografi
Enligt United States Census Bureau så har countyt en total area på 1 489 km². 1 458 km² av den arean är land och 31 km² är vatten. 

### Angränsande countyn
- Brookings County, South Dakota - nordost
- Moody County, South Dakota - öst
- Minnehaha County, South Dakota - sydost
- McCook County, South Dakota - sydväst
- Miner County, South Dakota - väst
- Kingsbury County, South Dakota - nordväst